# روی گتر
روی گتر (انگلیسی: Roy Gater; ۲۲ ژوئن ۱۹۴۰ – ۱ مهٔ ۲۰۱۷) بازیکن فوتبال اهل بریتانیا بود.
از باشگاه‌هایی که در آن بازی کرده‌است می‌توان به باشگاه فوتبال کرو آلکساندرا، باشگاه فوتبال ویموث، باشگاه فوتبال پورت ویل، و باشگاه فوتبال ای‌اف‌سی بورنموث اشاره کرد.